# John Polanyi
John Charles Polanyi (Hongaars Polányi János) PC, CC, FRSC, FRS (Berlijn, 23 januari 1929) is een Hongaars-Canadees scheikundige en Nobelprijswinnaar.

## Biografie
Polanyi werd geboren als zoon van de Hongaarse scheikundige Michael Polanyi (1891-1976) en Magda Elizabeth Polanyi. Hij is de neef van de invloedrijke econoom Karl Polanyi. Zijn familie verhuisde in 1933 naar Engeland, waar Polanyi studeerde aan de Manchester Grammar School en de Universiteit van Manchester, waar zijn vader les gaf. Hij verkreeg in 1952 een doctoraat. Datzelfde jaar emigreerde hij naar Canada, waar hij ging werken voor de National Research Council of Canada. In 1956 ging hij werken aan de Universiteit van Toronto, waar hij sinds 1974 ook les geeft. Hij was een van de oprichters van het Massey College.
Polanyi is lid van de Queen's Privy Council for Canada, alwaar hij op 1 juli 1992 werd ingezworen. In 1974 werd hij officier van de Orde van Canada, en in 1979 kreeg hij promotie tot Companion.
In 1986 won hij samen met Yuan Lee en Dudley R. Herschbach de Nobelprijs voor Scheikunde. De drie kregen de prijs voor hun bijdragen op het gebied van de dynamica van elementaire chemische processen, specifiek voor de ontwikkeling van moleculaire-bundeltechnieken. Als eerbetoon aan het feit dat hij deze prijs had gewonnen, stelde de Canadese overheid in 1986 de "John Charles Polanyi Prijzen" in. Deze worden jaarlijks uitgereikt aan onderzoekers in Ontario.
In 1958 huwde Polanyi Anne (Sue) Ferrar Davidson (1929-2013). Hij heeft twee kinderen, dochter Margaret Alexandra en zoon Michael Ferrar. In 2004 trouwde John Polanyi met artiest Brenda Bury.
In 2005 bedacht de Natural Sciences and Engineering Research Council de “John C. Polanyi Award” als eerbetoon aan Polanyi.